# Tissot
Tissot er en schweizisk urproducent grundlagt af Charles-Félicien Tissot & Charles-Emile Tissot i 1853. Tissots ure er lige siden da blevet fremstillet i byen Le Locle i kantonen Neuenburg.
Virksomheden benytter i dag urværker fremstillet af sin schweiziske søstervirksomhed ETA SA, der er grundlagt i 1793.
I 1929 blev Tissot slået sammen med den ligeledes schweiziske urproducent Omega i Société Suisse pour l'Industrie Horlogère SA, der i 1983 sammen med Allgemeine Schweizerische Uhren AG dannede Swatch Group.

## Officiel tidtager
Tissot har været officiel tidtager for et væld af store sportsgrene, herunder MotoGP, IIHF Ice Hockey, Cykling, Den Internationale Basketball Association (FIBA) i Fægtning VM, og andre, i mange år, og at være det officielle tidtager betyder, at Tissot har privilegium og ansvar faktisk timing hver af disse sportsgrene.
Tissot var også officiel sponsor og tidstager for VM i Cykling 2011 i København, hvor UCI var løbsarrangøren.

### Tour de France
I 2016 vil Tissot være officiel tidstager for Tour de France. Tissot har tidligere i perioden 1988 til 1992 også være officiel tidstager for Tour de France.

## Galleri
- Tissot 1958 automatic.
- Tissot Couturier.
- Tissot 1958.
- Tissot Twotimer 1990.
- Tissot Seastar Visodate PR 516.
- Tissot PRC 200 (T17.1.586.52)
- Tissot lommeur.

## Serier
- Racing Touch
- Sailing T-Touch
- SeaTouch
- T-Touch Expert
- T-Touch Expert Solar
- T-Touch
- T-Touch II
- T-Race MotoGP
- T-Race
- T-Navigator 3000
- T-Sport
- T-One
- Quadrato
- TXL & TXS
- PRS 516
- PRS 200
- PRC 200 Chronograph
- PRC 200
- PRC 100
- PR 100
- PR 50
- Bascule
- Six-T
- T-Wave
- Ice-T
- Equi-T
- Diver Seastar Automatic 1000
- Seastar 660
- Seastar 7
- Seastar 2
- Bellflhour
- Flower Power
- V8
- Cocktail
- Le Locle
- Heritage
- T-Lord
- Stylist BB
- High-T
- Visodate